# دول جوار العراق
ظهر مصطلح دول الجوار العراق بعد بداية حرب العراق وبداية استقرار المنطقة، وذلك للتنسيق فيما بينها بسبب التغيرات الإقليمية التي حدثت بعد حرب العراق عام 2003. وفيما بعد أنشأت أشبه بمنظمة لها اجتماعات دورية أو غير ذلك، وانظمت دول أخرى إلى الاجتماعات والمباحثات غير الدول الست المجاورة للعراق، وفيما بعد بدأت العراق تشارك فيها أيضا.

## الدول المجاورة للعراق
وهي 6 دول:
1. الأردن
2. سوريا
3. السعودية
4. الكويت
5. تركيا
6. إيران

## البداية
بدأت الاجتماعات في العام 2004 على مستوى وزراء خارجية الدول المجاورة للعراق، ثم انظمت  مصر و جامعة الدول العربية، ثم انضمت العراق للمحادثات بعد تشكل الحكومة، ووكان وزير خارجية العراق أول مشارك من العراق ما بعد الحرب.

## وزراء داخلية جوار العراق
ثم بدأت مباحثات على مستوى وزراء داخلية جوار العراق لبحث مجالات التعاون الامني، وسيعقد في عمان الاجتماع الخامس خلال الفترة 20 - 24 أكتوبر 2008. وسوف تشارك فيه:
1. الأردن
2. سوريا
3. العراق
4. السعودية
5. الكويت
6. تركيا
7. إيران
8. البحرين
9. مصر
10. ممثل عن جامعة الدول العربية
11. ممثلين عن الهيئات والمنظمات الدولية

## الاجتماعات السابقة

### على مستوى وزراء الخارجية
1. الأول: شرم الشيخ المصرية في مايو 2007 [2]
2. الثاني: إسطنبول تركيا في نوفمبر 2007 [2]
3. الثالث: في الكويت 22 ابريل 2008 [2]
4. الرابع:
5. الخامس: في عمان 20 ديسمبر - 24 ديسمبر 2008.

#### الاجتماع الثالث
شارك في المؤتمر الثالث لوزراء الخارجية:
دول مجلس التعاون الخليجي والعراق ومصر والأردن وإيران وسوريا وتركيا والولايات المتحدة والمملكة المتحدة وكندا والصين وفرنسا وألمانيا وإيطاليا واليابان وروسيا والسويد إلى جانب ممثلين عن الامم المتحدة ورئاسة الاتحاد الأوروبى وحلف الناتو والأمانة العامة لمجلس التعاون الخليجي لدول الخليج العربي ومنظمة المؤتمر الإسلامي وجامعة الدول العربية.

### وزراء الداخلية
جرت عدة اجتمعات على ة مستوى وزرائ الداخلية ويشارك فيها وزراء داخلية دول جوار العراق كل من العراق وسوريا والكويت والأردن وتركيا وإيران والسعودية ومصر وممثلين عن الأمم المتحدة والجامعة العربية ومنظمة المؤتمر الإسلامي.
- الأول:
- الثاني
- الثالث
- الرابع
- الخامس: الأردن [3]
- السادس: مصر

#### الاجتماع السادس
عقد الاجتماع السادس لوزراء داخلية دول جوار العراق عام 2009 برئاسة وزير الداخلية المصري اللواء حبيب العادلي وسط جو من التفاؤل المشوب بالحذر في محاولة للخروج بمزيد من الاجراءات التنسيقية بين الدول الأعضاء التي من شأنها حفظ الأمن والاستقرار في العراق، وقبله عقد عدة اجتماعات.

### البرلمانات العربية
جرى في عمان اكتوبر 2010اجتماعات رؤساء برلمانات الدول المجاورة للعراق بالإضافة إلى مصر والبحرين، للبحث في الأوضاع التي يعيشها العراق ومختلف التداعيات التي خلفها الاحتلال على مستقبله وعلى دول الجوار، واتفقو في بيان أصدروه على ان قانون محاسبة سورية  هو مخالفة صريحة وواضحة للقانون الدولي والمعاهدات والمواثيق الدولية والإنسانية ولاتستند إلى أي مسوغ قانوني أو شرعي 